# Typosyllis punctulata
Typosyllis punctulata är en ringmaskart som först beskrevs av William Aitcheson Haswell 1920.  Typosyllis punctulata ingår i släktet Typosyllis och familjen Syllidae. Inga underarter finns listade i Catalogue of Life.